# Club des Patineurs Lausanne
Il Club des Patineurs Lausanne (abbreviato CP Lausanne) è stata una squadra di hockey su ghiaccio svizzera. Fu fondata nel 1908 con sede a Losanna, oggigiorno si occupa del pattinaggio artistico.

## Cronologia
- 1908-1913: 1º livello
- 1913-1915: ?
- 1915-1917: 1º livello
- 1917-1918: ?
- 1918-1919: 1º livello
- 1919-1921: ?
- 1921-1922: 1º livello

## Palmarès

### Competizioni nazionali
Campionato Internazionale: 1
1910-11
 Campionato Internazionale: 3 secondi posti
1911-12, 1912-13, 1915-16
 Campionato Internazionale: 1 terzo posto
1908-09
 Campionato Nazionale: 1 secondo posto
1915-16